# Plectris penai
Plectris penai är en skalbaggsart som beskrevs av Frey 1967. Plectris penai ingår i släktet Plectris och familjen Melolonthidae. Inga underarter finns listade i Catalogue of Life.